# Vesennie perevёrtyši
Vesennie perevёrtyši (Весенние перевёртыши) è un film del 1974 diretto da Grigorij Lazarevič Aronov.

## Trama
Dyuška, tredici anni, vive nell'industria del legno. Una volta che il giovane eroe ha notato la straordinaria somiglianza tra il vicino di Rimka e Natal'ja Gončarova - e immediatamente è arrivata la primavera, i ruscelli scorrevano, il cielo si è schiarito da nuvole senza speranza, le persone sono diventate più gentili. Solo il teppista San'ka con gli occhi spenti e paludosi continuava a fare ogni sorta di sporchi trucchi. E Dyuška ha deciso di educare gli adulti sul male esistente.